# EUFOR Tchad/RCA
EUFOR Tchad/RCA war eine vom 28. Januar 2008 bis zum 15. März 2009 dauernde Militärmission der Europäischen Union im Tschad und in der Zentralafrikanischen Republik.

## Geschichte

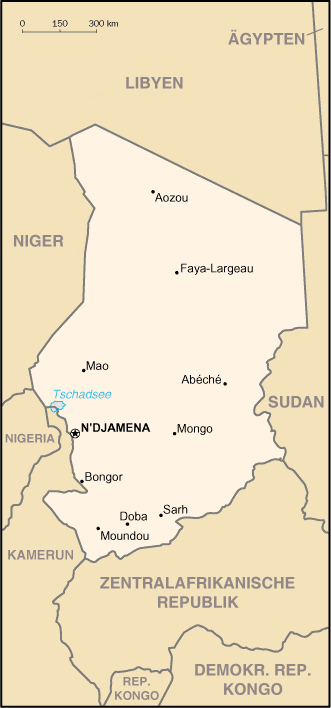
Karte des Tschad

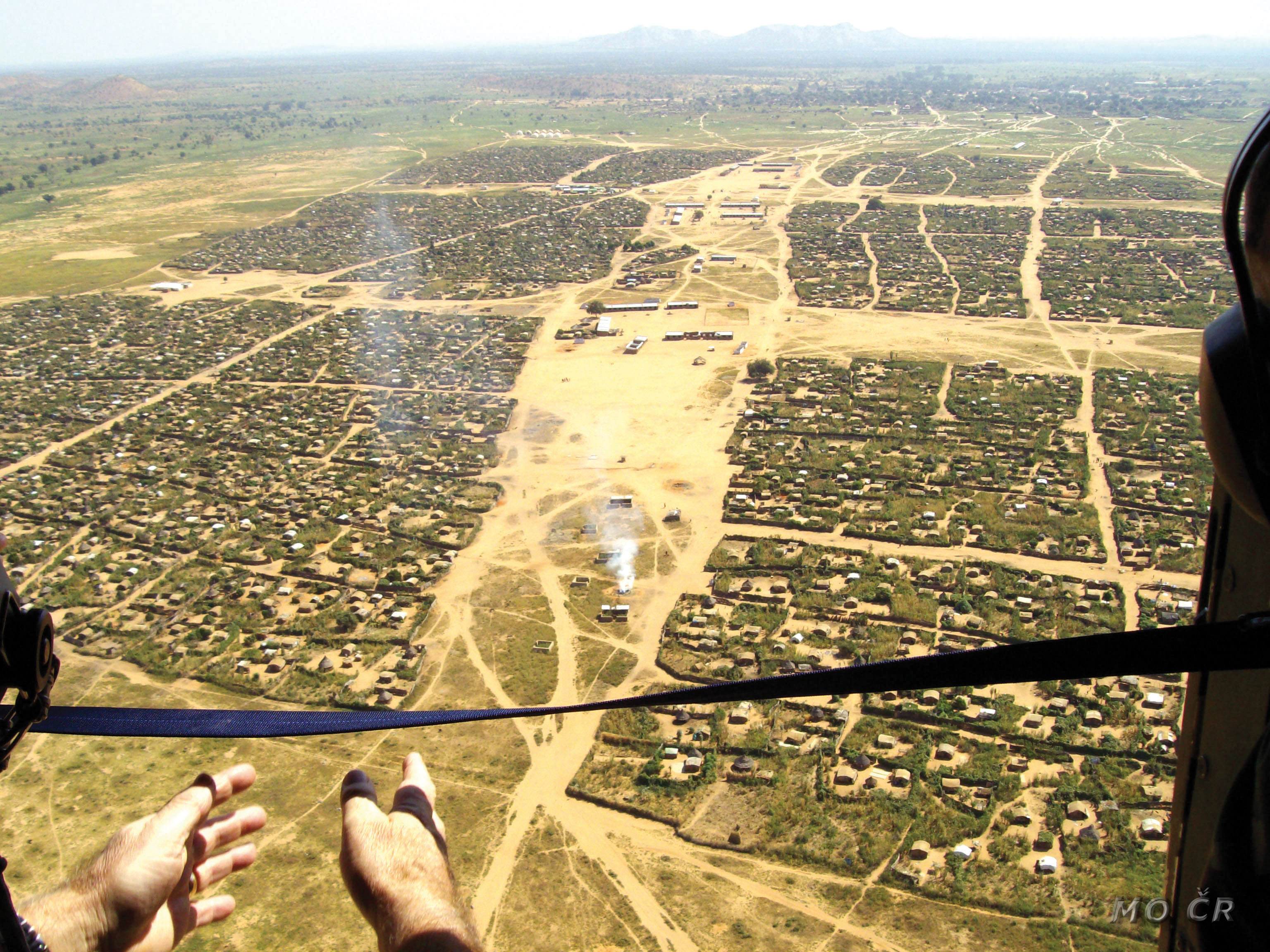
Flüchtlingslager im Tschad.
Quelle: Tschechisches Verteidigungsministerium

Seit Juli 2007 gab es Überlegungen über eine mögliche EU-Mission im Tschad. Am 25. September verabschiedete der UN-Sicherheitsrat die Resolution 1778 und autorisierte damit eine UN-Mission in der Zentralafrikanischen Republik und im Tschad (MINURCAT). Die EU wurde gebeten eine Überbrückungsmission einzurichten. Die Planung sah eine Einsatzdauer von einem Jahr ab Deklaration der Einsatzbereitschaft und den Einsatz von etwa 3.700 Soldaten aus vierzehn Ländern vor.
Am 15. Oktober 2007 beschloss der Rat der EU einstimmig die Mission. Im Januar 2008 begann die Verlegung von Vorauskommandos. Auch Österreich, das die Mission mit bis zu 160 Soldaten (mit Spezialeinsatzkräften als wichtigstes Element) unterstützte, begann am 30. Januar mit der Verlegung erster Truppen.
Am 15. März stellte EUFOR die Erste Einsatzbereitschaft (Initial Operating Capability) her. Im Mai 2008 befanden sich 2.732 EUFOR-Soldaten im Tschad und in der nördlichen Zentralafrikanischen Republik. Drei Bataillone waren im östlichen Tschad im Bereich Iriba, Forchane und Goz Beida stationiert. Teile befanden sich in Birao, in der Zentralafrikanischen Republik.
Am 14. Januar 2009 verabschiedete der Sicherheitsrat der Vereinten Nationen die Resolution 1861 auf deren Grundlage am 15. März 2009 die Überbrückungsmission mit der Übergabe der Verantwortung an MINURCAT endete.

## Auftrag
Der Einsatz von EUFOR war flankierend zu zivilen Maßnahmen vorgesehen. Ihre Aufgaben waren:
- Zivilpersonen, insbesondere Flüchtlinge und Binnenvertriebene zu schützen,
- humanitäre Hilfe und die Bewegungsfreiheit von Personal zur humanitären Hilfe durch Verbesserung der Sicherheitslage zu unterstützen und
- Personal, Ausrüstung und Einrichtungen der UNO zu schützen sowie die Bewegungsfreiheit von UNO-Personal zu gewährleisten.

## Organisation

### Führung
Die Führung der Operation erfolgte durch das Operational Headquarters (OHQ) in Mont Valérien bei Paris. Operation Commander war der irische Generalleutnant Patrick Nash.
Force Commander im Einsatzgebiet war der französische Brigadegeneral Jean-Philippe Ganascia. Seine Gefechtsstände befanden sich im Tschad in N’Djamena (Rear Force Headquarters) und Abéché (FHQ).

### Beteiligte Nationen

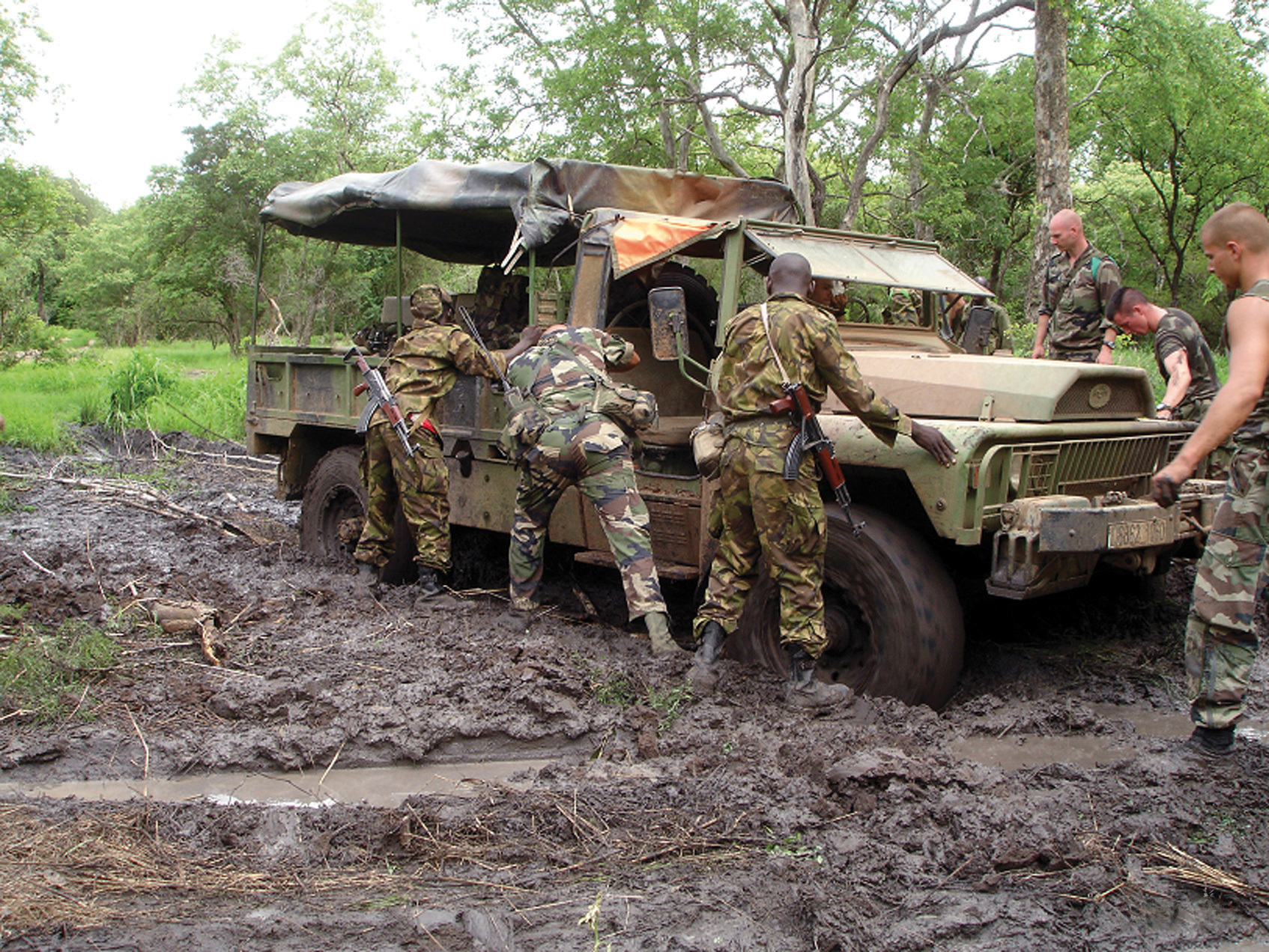
EUFOR-Soldaten im Tschad.
Quelle: Tschechisches Verteidigungsministerium

Im Mai 2008 waren 2.732 Soldaten aus folgenden Nationen im Einsatzgebiet stationiert:
- Frankreich 1558
- Polen 400
- Irland 378
- Schweden 211
- Österreich 151
- Belgien 113
- Italien 107
- Finnland 61
- Niederlande 29
- Portugal 12
- Spanien 7
- Luxemburg 2
- Vereinigtes Königreich 2
- Bulgarien 1
- Griechenland 1
- Rumänien 1
- Slowenien 1
- Tschechien 1

Zusätzlich waren auch Soldaten aus Albanien, Kroatien, Zypern, Griechenland, Ungarn, Litauen, der Slowakei sowie Deutschlands an der Operation beteiligt. Zum Teil wurden diese im Operational Headquarters in Paris eingesetzt.

### Beitrag des Bundesheeres

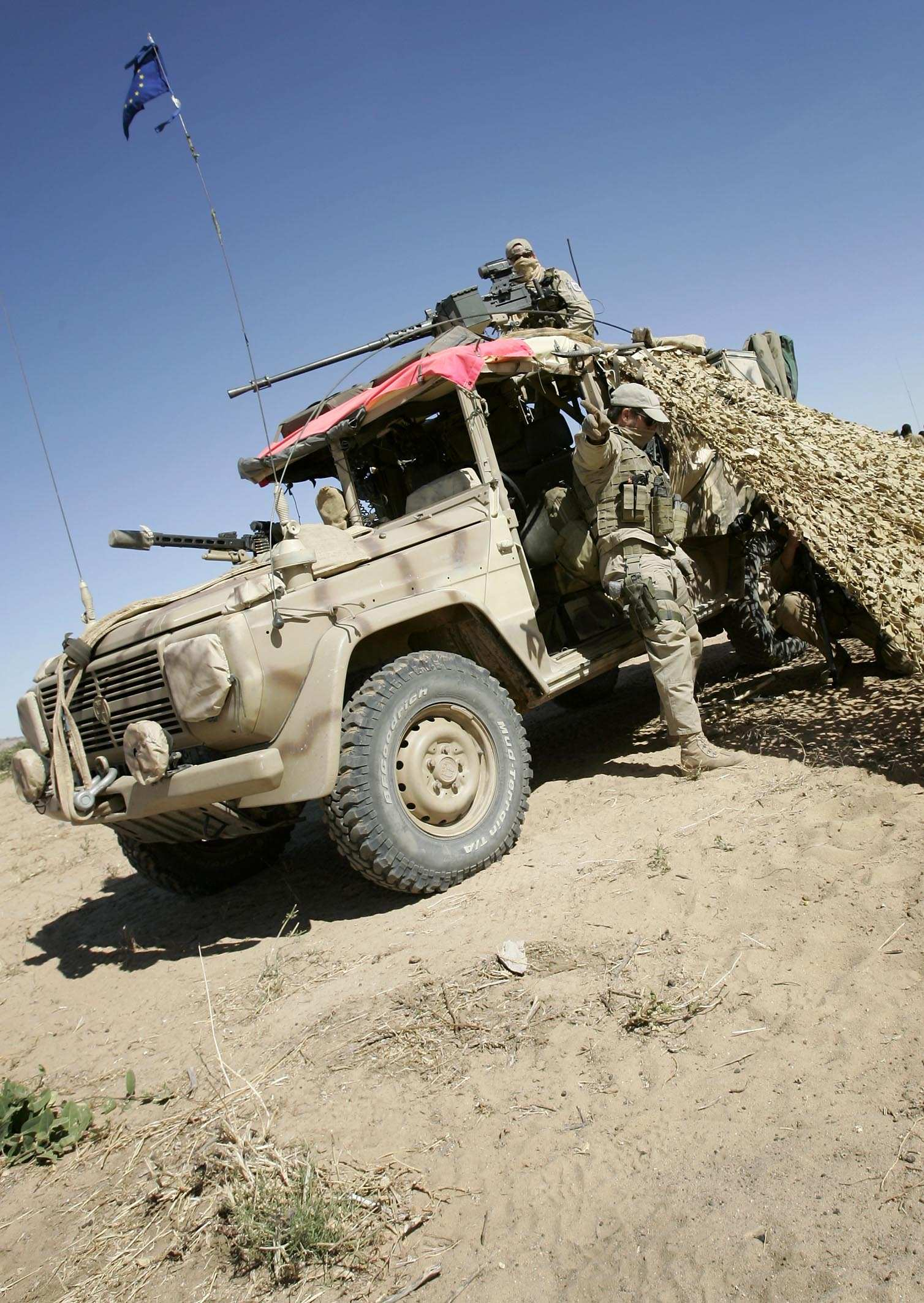
Soldaten des österreichischen Jagdkommandos im Rahmen der EU-Mission EUFOR Tchad/RCA im Tschad auf einem Geländewagen vom Typ Puch G Sandviper

Von 2008 bis 2009, beteiligten sich rund 150 Soldaten des österreichischen Bundesheeres, darunter auch etwa 40 Spezialkräfte des Jagdkommandos, an der EUFOR Mission.
Der Einsatz im Tschad bei der EUFOR Mission war einer der gefährlicheren Auslandseinsätze in der Geschichte des österreichischen Bundesheeres.
Der Einsatz begann am 30. Januar 2008, als das österreichische Vorkommando nach N’Djamena verlegt wurde. Dem Vorauskommando folgten in den folgenden Wochen weitere 120 Soldaten (unter anderem Spezialeinsatzkräfte, Pioniere, Ärzte, Sanitäter und Logistik-Spezialisten), bis 13. März 2008 verlegte der Großteil des Kontingents nach Abéché, wo ab Mitte März volle Einsatzbereitschaft hergestellt wurde. Am 15. April übernahm der österreichische Kontingentskommandant, Oberst Heinz Assmann, mit dem "Special Operations Component Command" die Führung aller EUFOR-Spezialeinsatzkräfte vor Ort. Am 21. Juni erfolgt die Kommandoübergabe des ersten EUFOR-Kontingentes des Bundesheeres (AUCON 1) an das zweite Kontingent (AUCON 2). Gleichzeitig übernahm Oberst Horst Hofer das Kommando über das österreichische Kontingent und über alle EUFOR-Spezialeinsatzkräfte. Ihm folgte im Oktober 2008 Oberst Peter Hofer als Kontingentskommandant von AUCON 3.
Am 16. Februar 2009 übernahm das vierte österreichische Kontingent (AUCON 4) unter Oberst Manfred Hanzl die Verantwortung, weiterhin wurde die Fortsetzung der humanitären Tschad-Mission des Bundesheeres durch den Ministerrat beschlossen. Am 15. März 2009 übernahm die UNO-Mission MINURCAT die Verantwortung über die Mission vom EU-geführten EUFOR-Einsatz.
Am 20. Mai 2009 übergab das vierte und damit letzte österreichische EUFOR Kontingent die Verantwortung an das erste österreichische MINURCAT Kontingent (AUCON 1 / MINURCAT) unter dem Kommando von Oberstleutnant Bernhard Kundigraber.

## Kritik
Die Mission war laufender Kritik ausgesetzt, vor allem wurde die Unparteilichkeit in Frage gestellt. Frankreich, die ehemalige Kolonialmacht des Tschad stellte den Großteil der Soldaten und den kommandierenden General vor Ort. Frankreich hatte neben den EUFOR-Soldaten seit längerem bereits etwa 1.100 Mann im Tschad stationiert, auf deren Einrichtungen EUFOR zum Teil zurückgriff.
Zudem wird Frankreich vorgeworfen, an die tschadische Regierung Ausrüstung und Munition zu liefern, Aufklärungsflüge durchzuführen und auf Regierungsseite gegen Rebellen zu kämpfen. Frankreich beteuert, in den Konflikt nicht einzugreifen und dem Tschad nur im Rahmen des 1976 unterzeichneten Abkommens zur militärischen Zusammenarbeit zu helfen.

## Opfer
Zwei französische Soldaten überquerten die Grenze in Richtung Sudan. Nach französischen Angaben geschah dies ohne Absicht. Anschließend wurden sie, offenbar von sudanesischem Militär, unter Beschuss genommen. Dabei wurde ein Soldat getötet und der zweite verwundet. Als ein französischer Trupp den vermissten Leichnam aus sudanesischem Hoheitsgebiet bergen wollte, kam es zu einem Feuergefecht zwischen Franzosen und Sudanesen. In diesem Gefecht wurde laut Medien aus dem Sudan ein sudanesischer Soldat getötet. Am 5. März 2008 gab der Sudan bekannt, den Leichnam des französischen Soldaten gefunden zu haben. Bei der Bergung explodierte eine der Granaten, welche der Soldat bei sich trug, wobei 4 Zivilisten ums Leben kamen.